# 安寧郡
安宁郡，中国南北朝时设置的郡。
- 南齐设立安宁郡，属于梁州。治所约在四川省南江县北巴山南麓，后废。南朝梁大同年间再置安宁郡，属东巴州。治所在今四川南江县北。西魏属集州。隋文帝开皇三年（583年）废安宁郡，地入巴州。
- 南齐隆昌元年（494年）析平乐郡安宁县置安宁郡，属宁州。治所即今云南安宁市。辖境约当今云南省安宁市和易门县地。南朝梁末废。参见连然县。
- 西魏废帝元年（552年）设置安宁郡，治所设在上县（今陕西绥德县城），为绥州治。辖地当今陕西省绥德县及清涧县东部。下辖上县、安宁县，北周下辖上县、安宁县、义良县、绥德县。隋文帝开皇三年（583年）废安宁郡，属县入绥州。